# Plasa Câmpina, județul Prahova
 Plasa Câmpina a fost o unitate administrativă de ordin doi din cadrul județului Prahova interbelic. Reședință de plasă era orașul omonim, Câmpina.

## Situație geografică
Plasa Câmpina era una din cele 10 plăși care intrau în componența județului Prahova în anul 1937. Se învecina la nord cu plasa Sinaia, la sud cu plasa Filipești, la est cu plasa Vărbilău iar la vest cu județul Dâmbovița.

## Istoric
Pe teritoriul plasei Câmpina a funcționat anterior o subunitate administrativă denumită Plaiul Prahova. Plaiul avea reședința în comuna urbană Câmpina și, până la Regulamentul Organic din 1831, a fost condus de un vătaf cu atribuții administrative, judecătorești și fiscale. Între 1831 și 1856, conducerea plaiului a fost transferată unui organ administrativ nou înființat, Subocârmuirea Plaiului Prahova. 
În anul 1832, plaiul Prahova era compus din 22 de sate.
În 1857, plaiul a fost reorganizat și transformat în Plasa Prahova, având în componență 29 de sate. Denumirea organismului de conducere s-a modificat și ea în timp, după cum urmează:
- Subadministrația Plășii Prahova (1857–1863);
- Subprefectura Plășii Prahova (1864–1907);
- Administrația Plășii Prahova (1908–1925);
- Pretura Plășii Câmpina (1926–1949);
- Comitetul Provizoriu al Plășii Câmpina (1949–1950);

În 1871, plasa Prahova era alcătuită din 16 comune: Bănești, Poiana, Provița de Jos, Provița de Sus, Valea Lungă de Jos, Breaza de Jos, Breaza de Sus, Talea, Comarnic, Podul Neagului, Teșila, Șotrile, Brebu, Telega, Cornu și Câmpina, reședința plășii.
Plasa a fost reorganizată prin Legea nr. 95/1925 pentru Unificarea Administrativă, publicată în Monitorul Oficial nr. 128 din 14 iunie 1925, fiind compusă din 15 comune: Bănești, Bordeni, Brebu, Buștenari, Câmpina (reședință), Cocorăștii Mislii, Cornu, Lunca Mare, Mărgineni, Poiana, Provița de Jos, Provița de Sus, Scorțeni, Șotrile și Telega. În anii următori, numărul comunelor din componența sa a ajuns la 19, iar numărul satelor la 43.
Plasa Câmpina a fost desființată în 1950, odată cu împărțirea administrativă în raioane a Republicii Populare Române și înființarea Sfatului Popular Raional Câmpina.

## Demografie și grad de alfabetizare

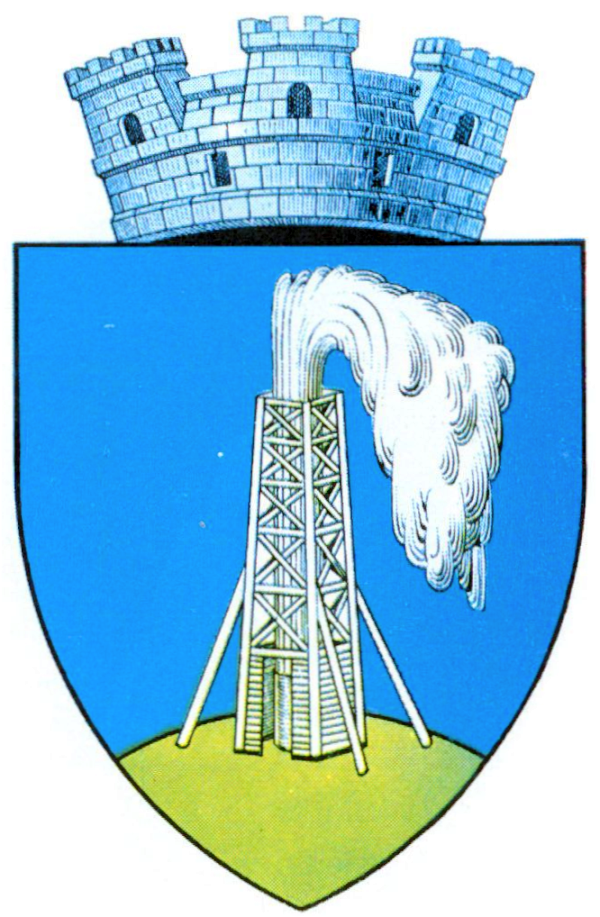
Stema orașului Câmpina între 1921 și 1930.

Conform datelor recensământului din 1930, plasa Câmpina avea o populație totală de 43.068 de locuitori, din care 42.480 de naționalitate română, un procent de 98,6%. Reședința plășii, orașul Câmpina, avea 16.918 locuitori, însă această cifră îi includea și pe cei 2.138 locuitori ai „Suburbanei Bănești”, respectiv 2.999 locuitori ai „Suburbanei Poiana Câmpina”. Excluzând populația celor două localități periurbane, Câmpina avea 11.781 locuitori.
Cele mai cosmopolite localități din plasă erau Câmpina, Telega și Buștenari, în care erau înregistrate persoane aparținând mai multor naționalități, ocupate în special în industria petrolieră și cea de extracție a sării din zonă. Principalele naționalități înregistrate în plasa Câmpina în 1930 erau următoarele:
|             | Români | Evrei | Germani | Sârbi, croați, sloveni | Maghiari | Polonezi | Ruși | Total  |
| ----------- | ------ | ----- | ------- | ---------------------- | -------- | -------- | ---- | ------ |
| Nr.persoane | 42.480 | 77    | 48      | 47                     | 35       | 34       | 32   | 43.068 |
| Procent     | 98,6%  | 0,2%  | 0,1%    | 0,1%                   | *        | *        | *    | 100%   |

După confesiune, 42.717 persoane, adică un procent de 99,2%, s-au declarat de religie ortodoxă. Alte confesiuni înregistrate de recensământ au fost următoarele:
|             | Ortodocși | Romano-catolici | Mozaici | Adventiști | Greco-catolici | Evanghelici-luterani | Total  |
| ----------- | --------- | --------------- | ------- | ---------- | -------------- | -------------------- | ------ |
| Nr.persoane | 42.717    | 109             | 81      | 76         | 25             | 22                   | 43.068 |
| Procent     | 99,2%     | 0,3%            | 0,2%    | 0,2%       | *              | *                    | 100%   |

La acea dată, județul Prahova era împărțit în 7 plăși. Conform gradului de alfabetizare, plasa Câmpina ocupa locul al treilea în județ, cu un procent al „știutorilor de carte” de 54,4%.
| Plasă            | Știutori de carte [%] |
| ---------------- | --------------------- |
| Plasa Câmpina    | 54,4%                 |
| Plasa Drăgănești | 46,1%                 |
| Plasa Filipești  | 56,5%                 |
| Plasa Ploești    | 48,5%                 |
| Plasa Sinaia     | 64,9%                 |
| Plasa Urlați     | 48,9%                 |
| Plasa Văleni     | 47,6%                 |
| Jud.Prahova      | 51,4% (medie)         |

Pornind de la datele recensământului din 1930, Institutul Național de Statistică a estimat populația probabilă a Câmpinei, reședința plășii, la 12.324 persoane la 1 iulie 1935, respectiv la 12.376 de persoane la 1 iulie 1936.
În 1937, populația totală a plășii sporise până la circa 66.000 de persoane, din care în jur de 18.000 în Câmpina și localitățile periurbane aparținătoare.

## Economie

Stradă comercială din Câmpina, fotografie datată 1935.

În anii 1800, la Câmpina funcționau o poștă și o vamă, iar subocârmuirea plaiului se ocupa cu întreținerea drumurilor și administrarea pădurilor.
Spre sfârșitul secolului al XIX-lea și începutul secolului al XX-lea, industria extractivă și de prelucrare a petrolului deținea rolul cel mai important în plasa Câmpina. Principalele societăți care se ocupau cu extracția erau „Anglo–Petroliferă”, „Comptuar Miner”, „Craiova”, „Foraj Lemoine”, „I.R.D.P.” (toate la Scorțeni), „Cometa”, „Concordia”, „Coroana Română”, „Duplex”, „Geta”, „Naționala Minieră”, „Româno–Belgiană de Petrol”, „Stella Petroliferã” (toate la Buștenari), „Gallia” (la Buștenari și Scorțeni), „Dacia Romano Petroleum Syndicate Ltd.” (la Telega), „Franco–Română de petrol” (la Câmpina), „Măceș” (la Bordeni), „Petrolmina” (la Scorțeni și Telega), „Steaua-Română” (la Buștenari, Câmpina și Scorțeni). Acesta din urmă deținea rafinăria de petrol „Steaua Română” din Câmpina, care prelucra aproximativ 1.400.000 de tone de țiței.
Existau și exploatări de gaze naturale la Buștenari, Câmpina și Telega, precum și o carieră de marnă la Provița. Un alt domeniu important era extracția sării, cu saline la Telega.
În 1898, societatea „Steaua Română” a construit la Câmpina Atelierele Mecanice Centrale, cu scopul de a repara și confecționa utilaj petrolier. În anii 1900 funcționau în oraș o fabrică de acid sulfuric, o turnătorie, o uzină electrică și o fabrică de tricotaje. Societatea „Astra Română” deținea și ea la Poiana Câmpina un atelier de reparare a sculelor petroliere, iar la Mislea funcționa o fabrică de acumulatori electrici.
Câmpina și Brebu sunt menționate ca stațiuni climaterice în Enciclopedia României realizată sub conducerea lui Dimitrie Gusti, iar Telega și Poiana Câmpina ca stațiuni balneoclimaterice.

## Materiale documentare

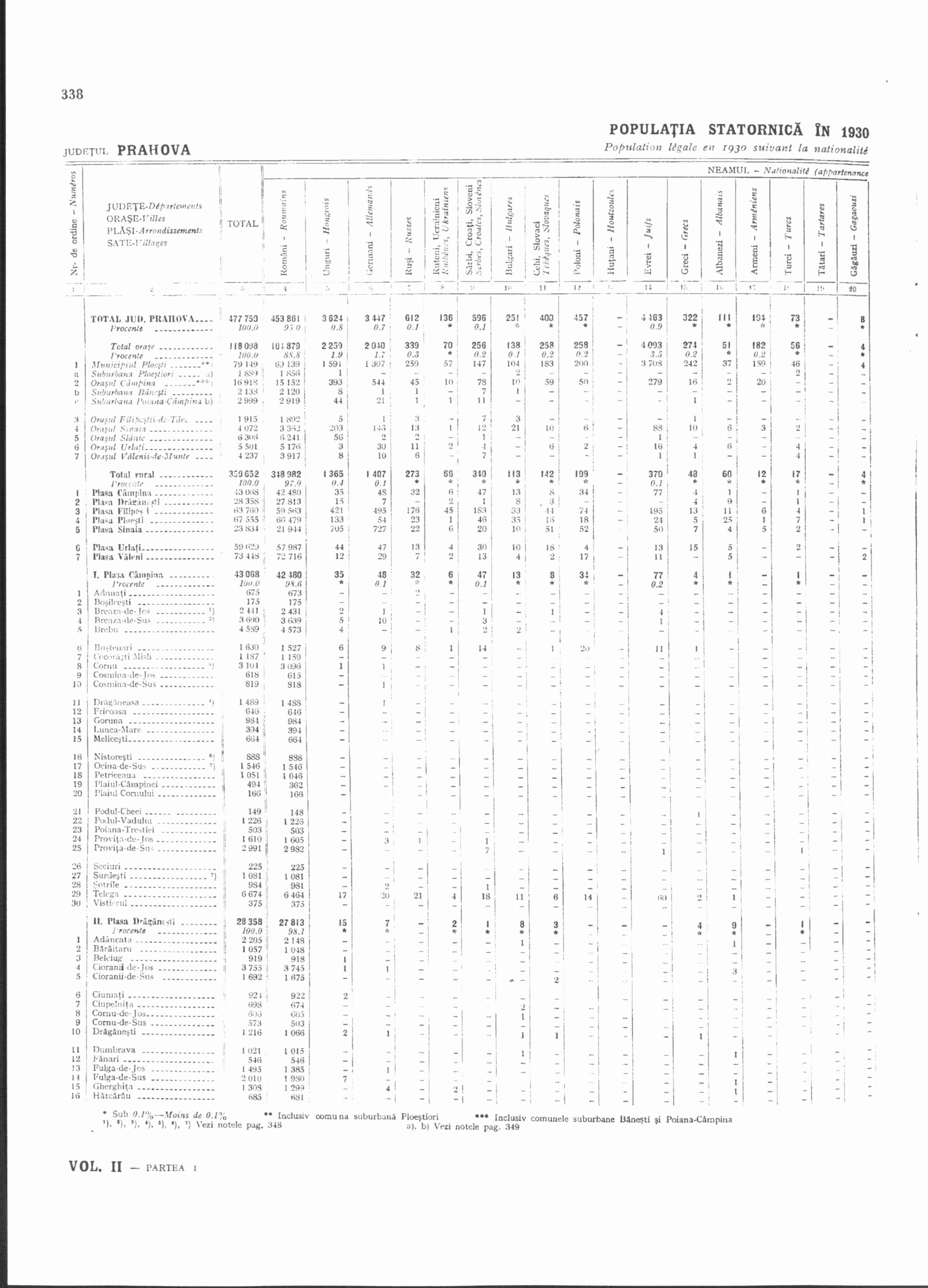
Date referitoare la populația plășii Câmpina, conform recensământului din 1930
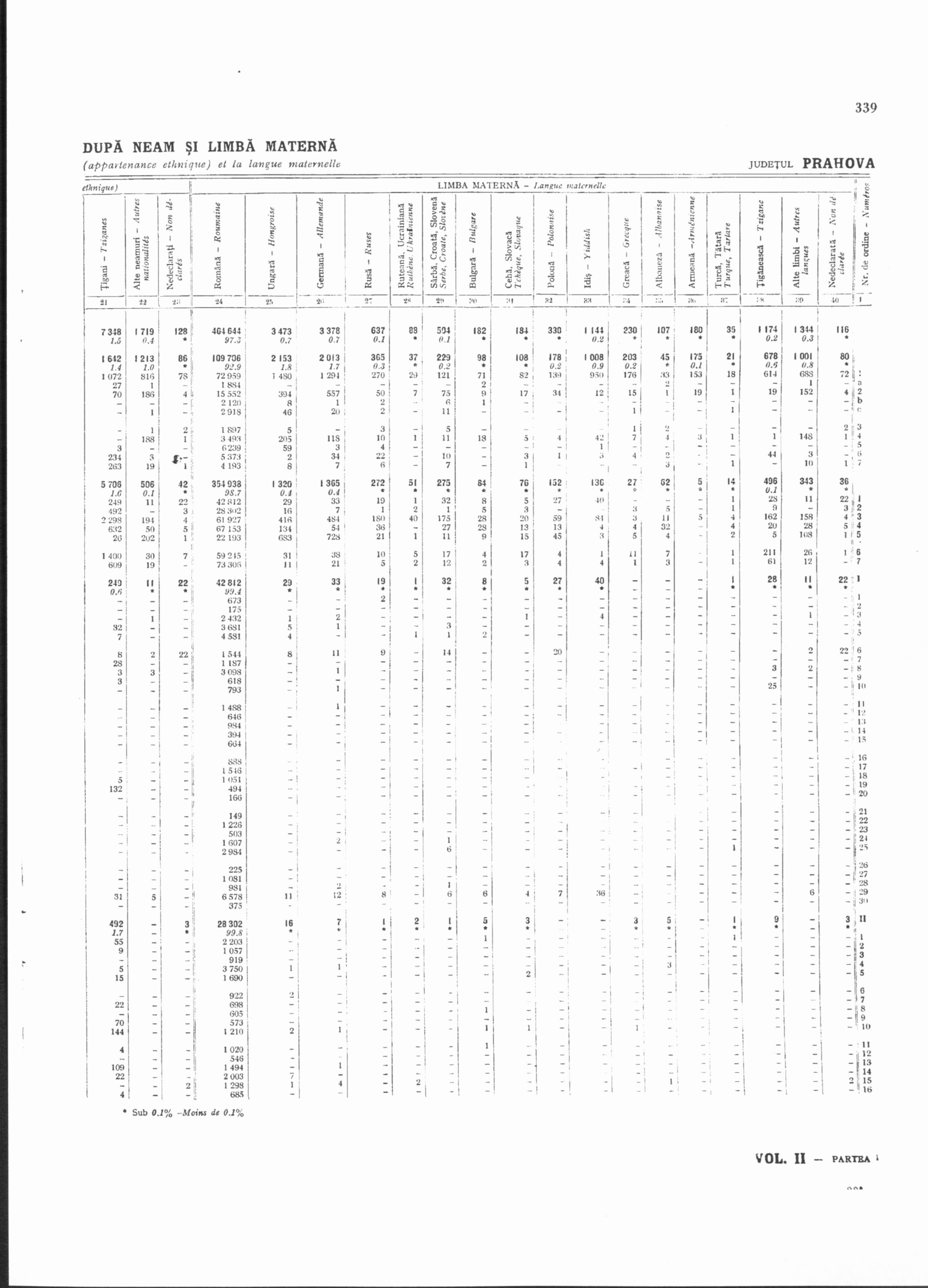
Date referitoare la limbile materne în plasa Câmpina, conform recensământului din 1930
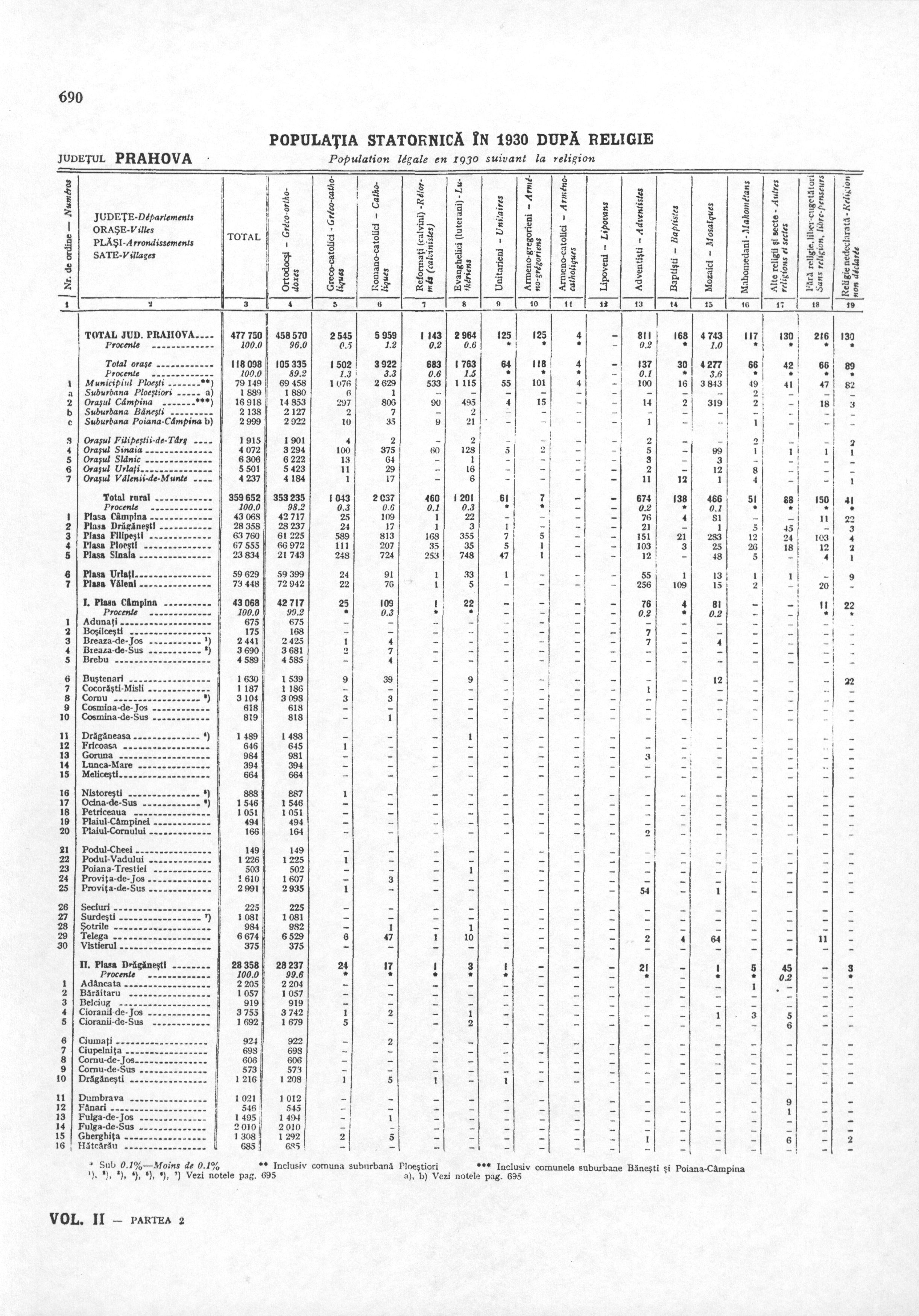
Date referitoare la confesiunile religioase în plasa Câmpina, conform recensământului din 1930